# تصفيات كأس العالم 1994 – أوروبا المجموعة 1
تألفت المجموعة 1 من ستة من الفرق الـ39 التي دخلت في المنطقة الأوروبية: إستونيا، وإيطاليا، والبرتغال، وسويسرا، ومالطا، وسويسرا. وتنافست هذه الفرق الستة داخل وخارج المنزل من أجل اثنين من الأماكن الـ12 في البطولة النهائية المخصصة للمنطقة الأوروبية، مع فوز الفريق المتصدر والوصيف بتلك المقاعد.

## الترتيب
| م | الفريق                                                               | لعب | ف | ت | خ | أ.له | أ.ع | أ.ف | نقاط | التأهل                              |     | [[ملف:{{{flag alias-1946}}}\|23x15px\|border \|alt=إيطاليا\|link=منتخب إيطاليا لكرة القدم]] | سويسرا | البرتغال | إسكتلندا | مالطا | إستونيا |
| - | -------------------------------------------------------------------- | --- | - | - | - | ---- | --- | --- | ---- | ----------------------------------- | --- | ------------------------------------------------------------------------------------------- | ------ | -------- | -------- | ----- | ------- |
| 1 | [[ملف:{{{flag alias-1946}}}\|23x15px\|border \|alt=\|link=]] إيطاليا | 10  | 7 | 2 | 1 | 22   | 7   | +15 | 16   | يتأهل إلى المنافسة النهائية للبطولة |     | —                                                                                           | 2–2    | 1–0      | 3–1      | 6–1   | 2–0     |
| 2 | سويسرا                                                               | 10  | 6 | 3 | 1 | 23   | 6   | +17 | 15   | يتأهل إلى المنافسة النهائية للبطولة |     | 1–0                                                                                         | —      | 1–1      | 3–1      | 3–0   | 4–0     |
| 3 | البرتغال                                                             | 10  | 6 | 2 | 2 | 18   | 5   | +13 | 14   |                                     |     | 1–3                                                                                         | 1–0    | —        | 5–0      | 4–0   | 3–0     |
| 4 | إسكتلندا                                                             | 10  | 4 | 3 | 3 | 14   | 13  | +1  | 11   |                                     | 0–0 | 1–1                                                                                         | 0–0    | —        | 3–0      | 3–1   |         |
| 5 | مالطا                                                                | 10  | 1 | 1 | 8 | 3    | 23  | −20 | 3    |                                     | 1–2 | 0–2                                                                                         | 0–1    | 0–2      | —        | 0–0   |         |
| 6 | إستونيا                                                              | 10  | 0 | 1 | 9 | 1    | 27  | −26 | 1    |                                     | 0–3 | 0–6                                                                                         | 0–2    | 0–3      | 0–1      | —     |         |

## المباريات
| إستونيا | 0–6   | سويسرا                                                                              |
| ------- | ----- | ----------------------------------------------------------------------------------- |
|         | تقرير | ستيفان تشابوسات 23'، 68' · جورج بريجي 29' · أدريان كنوب 46'، 66' · كرياك سفورزا 84' |

| سويسرا                               | 3–1   | إسكتلندا        |
| ------------------------------------ | ----- | --------------- |
| أدريان كنوب 2'، 71' · جورج بريجي 81' | تقرير | ألي مككويست 13' |

| إيطاليا                         | 2–2   | سويسرا                                  |
| ------------------------------- | ----- | --------------------------------------- |
| روبرتو باجو 83' · إيرانيو 90+1' | تقرير | كريستوف اوهرل 17' · ستيفان تشابوسات 21' |

| إسكتلندا | 0–0   | البرتغال |
| -------- | ----- | -------- |
|          | تقرير |          |

| مالطا | 0–0   | إستونيا |
| ----- | ----- | ------- |
|       | تقرير |         |

| إسكتلندا | 0–0   | إيطاليا |
| -------- | ----- | ------- |
|          | تقرير |         |

| سويسرا                                                 | 3–0   | مالطا |
| ------------------------------------------------------ | ----- | ----- |
| توماس بيكل 2' · كرياك سفورزا 44' · ستيفان تشابوسات 89' | تقرير |       |

| مالطا             | 1–2   | إيطاليا                                |
| ----------------- | ----- | -------------------------------------- |
| مارتن غريغوري 85' | تقرير | جانلوكا فيالي 59' · جوزيبي سينيوري 62' |

| مالطا | 0–1   | البرتغال      |
| ----- | ----- | ------------- |
|       | تقرير | روي أغواس 58' |

| إسكتلندا                             | 3–0   | مالطا |
| ------------------------------------ | ----- | ----- |
| ألي مككويست 15'، 68' · بات نيفين 84' | تقرير |       |

| البرتغال         | 1–3   | إيطاليا                                                 |
| ---------------- | ----- | ------------------------------------------------------- |
| فرناندو كوتو 56' | تقرير | روبرتو باجو 2' · بييرلويجي كازيراغي 25' · دينو باجو 73' |

| إيطاليا                                                                                               | 6–1   | مالطا               |
| --- | ----- | ------------------- |
| دينو باجو 19' · جوزيبي سينيوري 38' · بيترو فييرجوود 48' · روبرتو مانشيني 58'، 89' · باولو مالديني 73' | تقرير | بوسوتيل 68' (ركلة.) |

| سويسرا              | 1–1   | البرتغال                  |
| ------------------- | ----- | ------------------------- |
| ستيفان تشابوسات 39' | تقرير | جوزيه أورلاندو سيميدو 44' |

| إيطاليا                              | 2–0   | إستونيا |
| ------------------------------------ | ----- | ------- |
| روبرتو باجو 22' · جوزيبي سينيوري 87' | تقرير |         |

| مالطا | 0–2   | سويسرا                                    |
| ----- | ----- | ----------------------------------------- |
|       | تقرير | كريستوف اوهرل 31' · كوبيلاي توركيلماز 89' |

| البرتغال                                              | 5–0   | إسكتلندا |
| ----------------------------------------------------- | ----- | -------- |
| روي باروس 5'، 70' · كاديتي 45'، 72' · باولو فوتري 67' | تقرير |          |

| سويسرا          | 1–0   | إيطاليا |
| --------------- | ----- | ------- |
| مارك هوتيجر 56' | تقرير |         |

| إستونيا | 0–1   | مالطا                |
| ------- | ----- | -------------------- |
|         | تقرير | كريستيان لافيرلا 16' |

| إستونيا | 0–3   | إسكتلندا                                    |
| ------- | ----- | ------------------------------------------- |
|         | تقرير | كيفن غالاكر 43' · كولينز 59' · سكوت بوث 73' |

| إسكتلندا                                      | 3–1   | إستونيا          |
| --------------------------------------------- | ----- | ---------------- |
| براين مككلير 18' · بات نيفين 27'، 72' (ركلة.) | تقرير | سيرغي براغين 57' |

| البرتغال                                                          | 4–0   | مالطا |
| ----------------------------------------------------------------- | ----- | ----- |
| نوغويرا 1' · روي كوستا 8' · جواو دومينيغوس بينتو 23' · كاديتي 85' | تقرير |       |

| إستونيا | 0–2   | البرتغال                          |
| ------- | ----- | --------------------------------- |
|         | تقرير | روي كوستا 61' · أنتونيو فوليا 74' |

| إسكتلندا       | 1–1   | سويسرا                 |
| -------------- | ----- | ---------------------- |
| جون كولينز 50' | تقرير | جورج بريجي 70' (ركلة.) |

| إستونيا | 0–3   | إيطاليا                                           |
| ------- | ----- | ------------------------------------------------- |
|         | تقرير | روبرتو باجو 20' (ركلة.)، 73' · روبرتو مانشيني 59' |

| البرتغال                | 1–0   | سويسرا |
| ----------------------- | ----- | ------ |
| جواو دومينيغوس بينتو 8' | تقرير |        |

| إيطاليا                                                           | 3–1   | إسكتلندا        |
| ----------------------------------------------------------------- | ----- | --------------- |
| روبرتو دونادوني 3' · بييرلويجي كازيراغي 16' · ستيفانو إيرانيو 80' | تقرير | كيفن غالاكر 18' |

| البرتغال                                                     | 3–0   | إستونيا |
| ------------------------------------------------------------ | ----- | ------- |
| باولو فوتري 2' · أوسيانو دا كروز 37' (ركلة.) · روي أغواس 86' | تقرير |         |

| إيطاليا       | 1–0   | البرتغال |
| ------------- | ----- | -------- |
| دينو باجو 83' | تقرير |          |

| مالطا | 0–2   | إسكتلندا                          |
| ----- | ----- | --------------------------------- |
|       | تقرير | بيلي ماكينلي 15' · كولن هندري 74' |

| سويسرا                                                                     | 4–0   | إستونيا |
| -------------------------------------------------------------------------- | ----- | ------- |
| أدريان كنوب 32' · جورج بريجي 34' · كريستوف اوهرل 45' · ستيفان تشابوسات 61' | تقرير |         |

## الهدافون
6 أهداف
| - ستيفان تشابوسات |

5 أهداف
| - روبرتو باجو - أدريان كنوب |

4 أهداف
| - جورج بريجي |

3 أهداف
| - دينو باجو - روبرتو مانشيني - جوزيبي سينيوري | - جورجي كاديتي - ألي مككويست - بات نيفين | - كريستوف اوهرل |

هدفين
| - بييرلويجي كازيراغي - ستيفانو إيرانيو - روي أغواس - روي باروس | - روي كوستا - باولو فوتري - جواو دومينيغوس بينتو - جون كولينز | - كيفن غالاكر - كرياك سفورزا |

هدف واحد
| - سيرغي براغين - روبرتو دونادوني - باولو مالديني - جانلوكا فيالي - بيترو فييرجوود - كارمل بوسوتيل - مارتن غريغوري | - كريستيان لافيرلا - فرناندو كوتو - أوسيانو دا كروز - أنتونيو فوليا - أنتونيو نوغويرا - جوزيه أورلاندو سيميدو - سكوت بوث | - كولن هندري - براين مككلير - بيلي ماكينلي - توماس بيكل - مارك هوتيجر - كوبيلاي توركيلماز |